# Victoria Nikolaevskaja
Victoria Nikolaevskaja (* 1997 in Wien, auch bekannt als Vicky Nikolaevskaja) ist eine österreichische Film-, Fernseh- und Bühnenschauspielerin.

## Biografie
Victoria Nikolaevskaja wuchs in Wien als Tochter „jüdisch-russischstämmiger“ Immigranten auf. Ihr Vater Waleri Michailowitsch Nikolajewski (1939–2017) war ein russischsprachiger Dichter, Autor und Lehrer.
Ab dem Alter von 9 Jahren stand sie bis zu ihrem 12. Lebensjahr in verschiedenen ORF-Kindersendungen wie 1, 2 oder 3 und Confetti TiVi vor der Kamera. In der österreichischen Fernsehserie Vorstadtweiber war sie in der 1. und 2. Staffel (2015–2016) in einer durchgehenden Nebenrolle sowie in der finalen 6. Staffel (2022) zu sehen. Sie spielte in der Serie „Pia Melzer“, die anfangs noch bei ihrem Vater lebende „halbwüchsige“ Tochter des Bankiers Hadrian Melzer (Bernhard Schir), die mit ihren Sticheleien „ihrem Vater und ihrer Stiefmutter das Leben schwer macht“, später auszieht und in der 6. Staffel als Mitarbeiterin eines Escort-Services ihren Vater wiedertrifft.
2018 schloss sie ihre Schauspielausbildung am Drama Centre London mit einem MA ab. Nach ihrer Ausbildung spielte sie in Fernseh-, Theater- und Filmproduktionen in Österreich, Deutschland, Großbritannien und Italien. Daneben hatte sie verschiedene Episodenrollen in österreichischen und deutschen Krimiserien, in denen sie mehrfach junge Frauen osteuropäischer Herkunft verkörperte. 
In der 4. Staffel der österreichischen Krimiserie Schnell ermittelt (2017) spielte sie, an der Seite von Ursula Strauss, die illegale ukrainische Immigrantin Daria Kostomarowa. In der 19. Staffel der ORF-Serie SOKO Kitzbühel (2020) übernahm sie eine Episodenrolle als Regieassistentin einer jungen Filmemacherin. Außerdem wirkte sie in den ORF-Krimiformaten SOKO Donau und CopStories mit. In Deutschland war sie in der 7. Staffel der ARD-Vorabendserie Morden im Norden (2020) in einer Episodenrolle als junge bulgarische Zwangsprostituierte und frühere Haushaltsgehilfin eines Lübecker Bordellbesitzers zu sehen.
Nikolaevskaja wirkte außerdem in dem Independent-Kurzfilm Bier & Calippo (2017), einem Abschlussfilm von Studierenden der Filmakademie Wien, an der Seite von Roland Düringer mit. Im Film Der Trafikant (2018), mit Bruno Ganz in der Hauptrolle, hatte sie eine Nebenrolle als „Junge Tschechische Frau“. 2022 debütierte sie in englischer Sprache in der 3. Staffel der vom BBC produzierten Serie Vienna Blood als Haushälterin Elena.
Seit 2022 tritt sie auch gelegentlich auf der Bühne des Werk X in politisch-künstlerischen Produktionen auf. In der Theaterproduktion Opium (2022) stellte sie ihre mehrsprachigen Schauspielfähigkeiten zur Schau, sowie ihr musikalisches Talent als Sängerin und mit der Ukulele. 2024 spielte sie am Theater am Werk Petersplatz neben Jaschka Lämmert, Isabella Händler und Nicola Schößler in der österreichischen Erstaufführung des Theaterstücks Im Menschen muss alles herrlich sein nach dem gleichnamigen Roman von Sasha Marianna Salzmann.
Victoria Nikolaevskaja lebt in Wien.

## Filmografie (Auswahl)

### Fernsehen
- 2011–2021: SOKO Donau (Fernsehserie, drei Folgen, verschiedene Rollen)
- 2015–2016/2022: Vorstadtweiber (Fernsehserie, Serienrolle)
- 2017: Schnell ermittelt: Traian Voronin (Fernsehserie, eine Folge)
- 2018: CopStories: Hin und Her (Fernsehserie, eine Folge)
- 2020: SOKO Kitzbühel: Hahnkampf (Fernsehserie, eine Folge)
- 2020: Morden im Norden: Romeo und Julia (Fernsehserie, eine Folge)
- 2022: Vienna Blood (Fernsehreihe, 3. Staffel, Serienrolle)
- 2025: School of Champions (Fernsehserie, 2. Staffel, Serienrolle)
- 2025: SOKO Donau/SOKO Wien – Blaulichtmilieu (Fernsehserie)

### Film
- 2017: Bier & Calippo (Kurzfilm)
- 2018: Der Trafikant

## Theaterauftritte
- 2022: Opium (Werk X)
- 2024: Im Menschen muss alles herrlich sein (Werk X)